# Leszek Lubicz-Nycz
Leszek Władysław Lubicz-Nycz (Brzesko, 20 agosto 1899 – Buraków, 22 settembre 1939) è stato uno schermidore polacco, vincitore di una medaglia di bronzo nella scherma ai giochi olimpici.